# 1953
1953 (MCMLIII) a fost un an obișnuit al calendarului gregorian, care a început într-o zi de joi.

## Evenimente

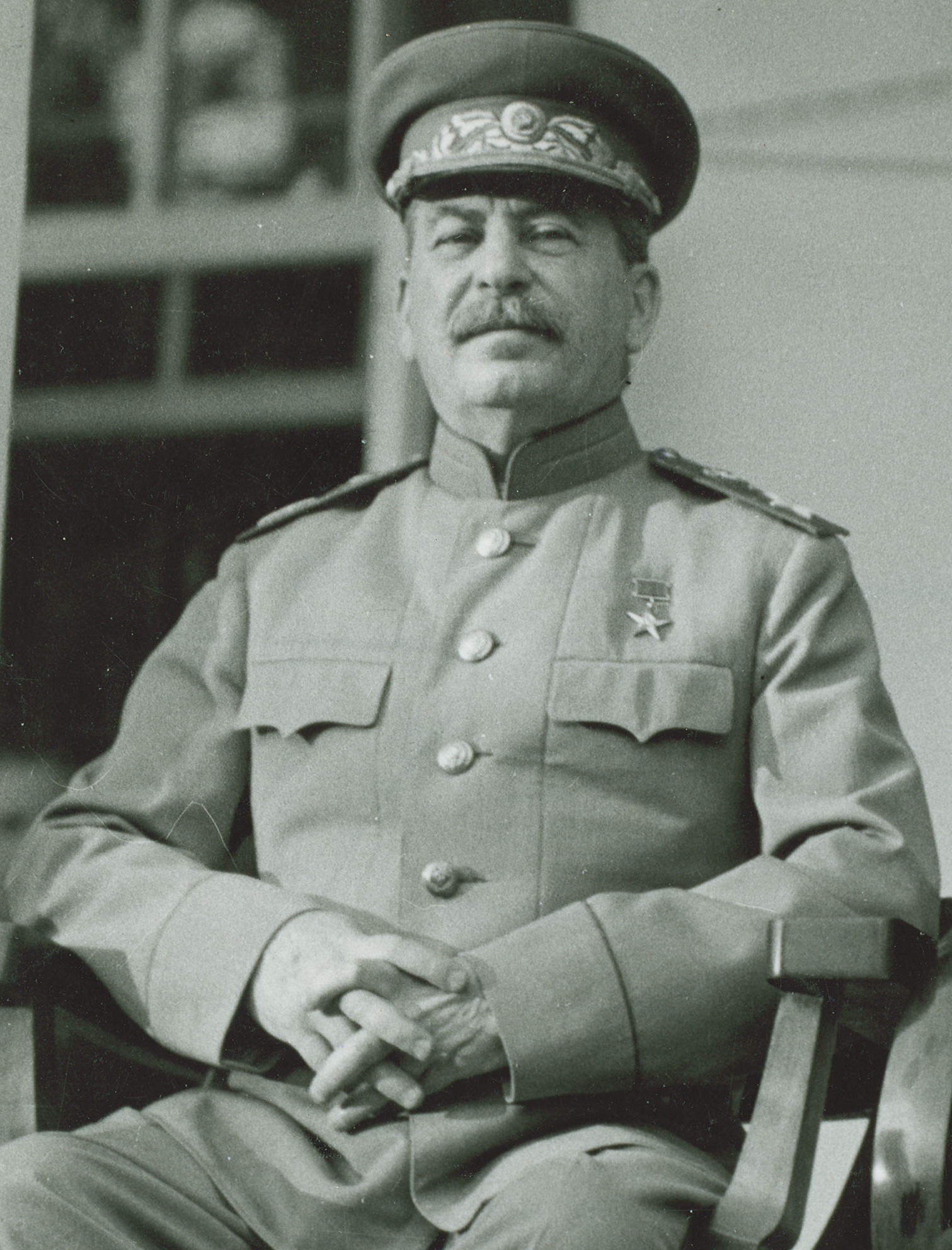
5 martie: Iosif Stalin moare după ce la 1 martie a suferit un atac cerebral.

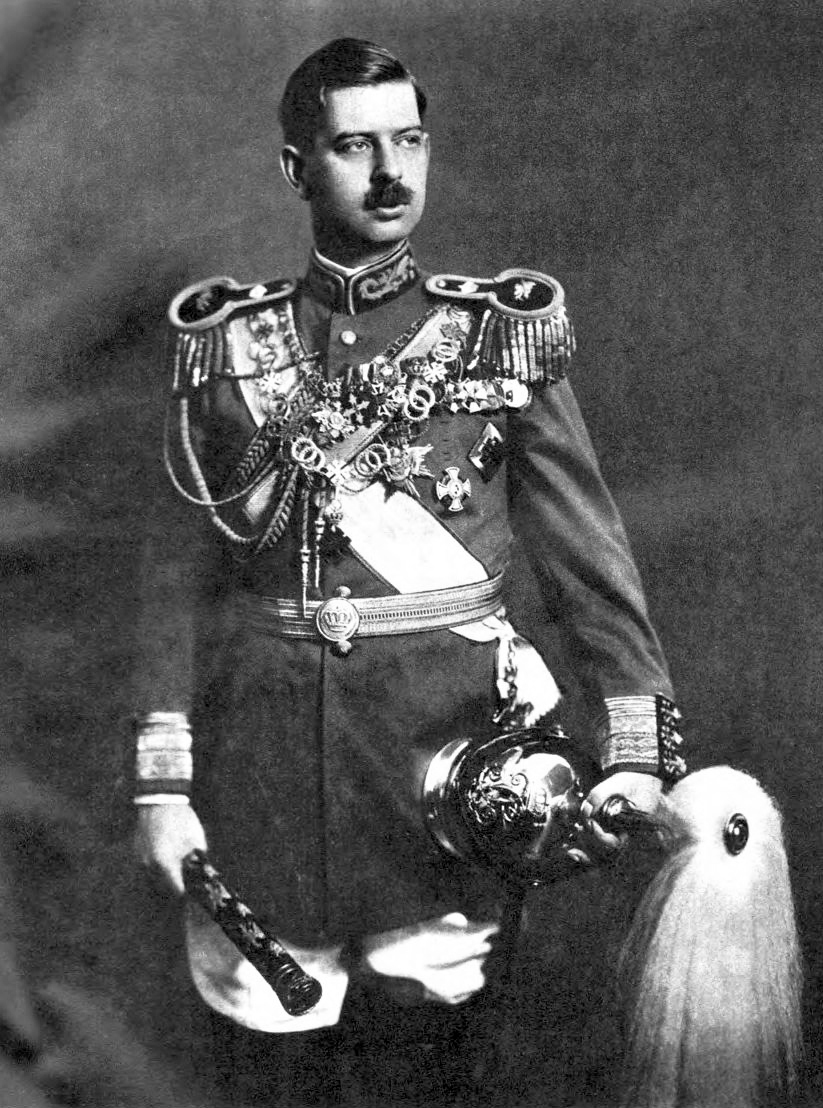
4 aprilie: Moare, la Estoril, Portugalia, Regele Carol al II-lea al României.

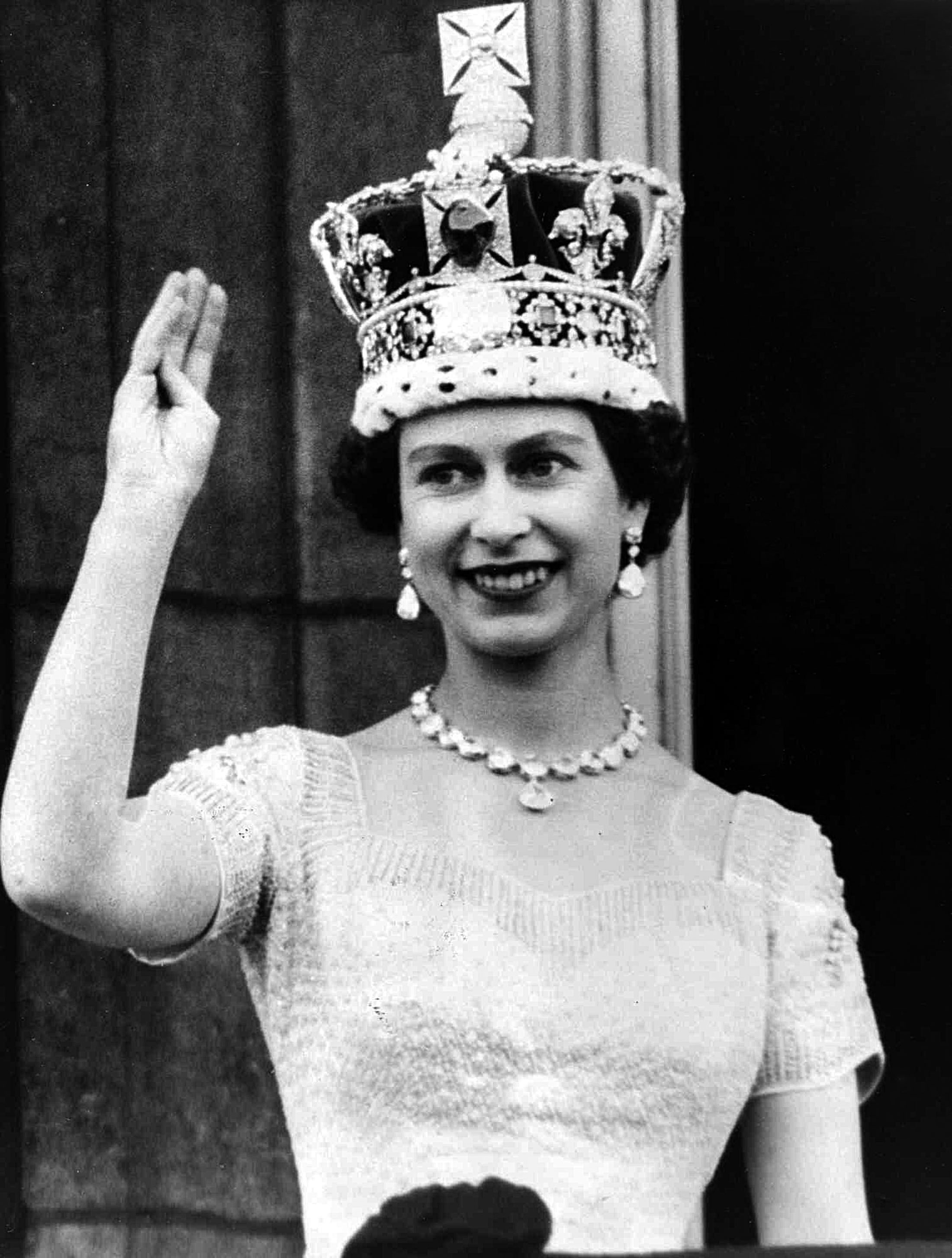
2 iunie: Ceremonia de încoronare a Reginei Elisabeta a II-a a Regatului Unit la Westminster Abbey.

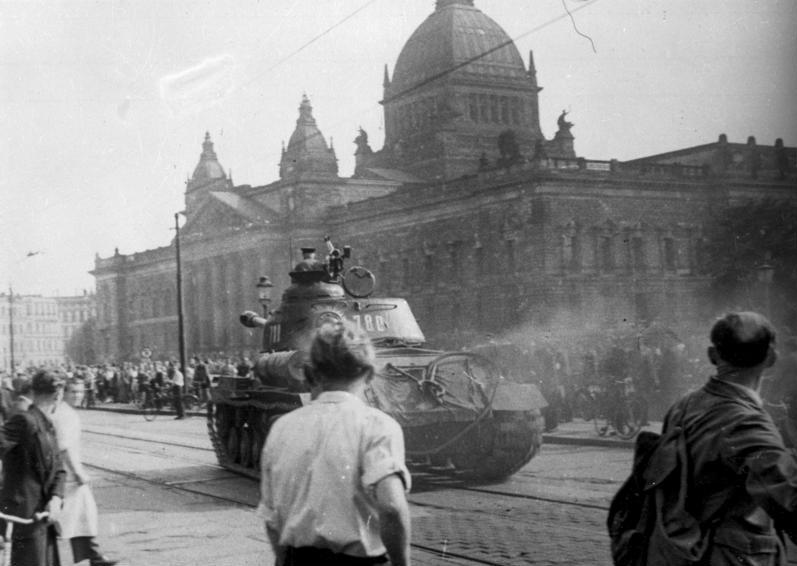
17 iunie: Tancuri sovietice la Leipzig pentru a reprima revolta populară din RDG.

### Ianuarie
- 7 ianuarie: Președintele american, Harry Truman, a anunțat public faptul că Statele Unite a dezvoltat prima bombă cu hidrogen din lume.
- 14 ianuarie: Premierul Josip Broz Tito este ales în funcția nou creată de președinte al Iugoslaviei.
- 15 ianuarie: Georg Dertinger, ministrul de externe al Republicii Democrate Germane este arestat pentru spionaj.
- 20 ianuarie: Dwight D. Eisenhower îi succede lui Harry S. Truman ca cel de-al 34-lea președinte al Statelor Unite.

### Februarie
- 6 februarie: Elisabeta a II-a (n. Elizabeth Alexandra Mary) a fost încoronată la Westminster Abbey.
- 11 februarie: Președintele american, Dwight David Eisenhower, refuză grațierea pentru Ethel și Julius Rosenberg.
- 11 februarie: Uniunea Sovietică rupe relațiile diplomatice cu Israelul.
- 23 februarie: Britanicul Francis Crick și americanul James D. Watson au descris prima dată structura ADN-ului.

### Martie
- 5 martie: Conducătorul sovietic, Iosif Stalin, moare la Moscova după ce la 1 martie a suferit un atac cerebral.
- 6 martie: Gheorghi Malenkov îi succede lui Stalin ca premier și prim-secretar al Partidului Comunist al Uniunii Sovietice.
- 9 martie: În prezența a aproximativ 1,5 milioane de oameni au loc funeraliile lui Iosif Stalin. Trupul său a fost mumificat și păstrat în Mausoleul lui Lenin până la 3 octombrie 1961, când a început destalinizarea în Uniunea Sovietică. Trupul lui Stalin a fost îngropat, după aceea, lângă zidul Kremlinului.
- 14 martie: Nikita Hrușciov este ales secretar general al partidului comunist sovietic.
- 18 martie: Un cutremur a lovit vestul Turciei omorând 250 de oameni.
- 19 martie: Au fost televizate pentru prima oară Premiile Academiei Americane de Film (Premiile Oscar).

### Aprilie
- 4 aprilie: Regele Carol al II-lea al României moare la Estoril, Portugalia, în urma unui atac de cord.
- 7 aprilie: Au loc funeraliile Regelui Carol al II-lea, unde au participat mai multe foste capete încoronate ale Europei, prinți și oameni importanți din toată Europa și America, chiar dacă Guvernul României, condus la vremea aceea de Gheorghe Gheorghiu Dej, nu au trimis niciun reprezentant. Regele Mihai nu a participat la funeralii, doar fratele său, Principele Nicolae, din familia Regală.

### Mai
- 7 mai: În Germania de Est, în onoarea conducătorului rus Iosif Stalin, tânărul oraș din districtul Oder-Spree este denumit Stalinstadt. După destalinizare, în 1961, orașul este numit Eisenhüttenstadt (Orașul oțelăriei).
- 17 mai: Stadionul Olimpic din Roma a fost inaugurat cu un meci de fotbal între selecționatele Italiei si Ungariei.
- 29 mai: Neo-zeelandezul Edmund Hillary și șerpașul Tenzing Norgay cuceresc vârful Everest din Himalaya.

### Iunie
- 2 iunie: Ceremonia de încoronare a Reginei Elisabeta a II-a a Regatului Unit la Westminster Abbey.
- 14 iunie: În Columbia, presedintele Laureano Gomez a fost răsturnat de o juntă militară.
- 17 iunie: Revoltă populară în Germania de Est.
- 19 iunie: Soții Julius și Ethel Rosenberg au fost executați în SUA, sub acuzația ca au livrat Uniunii Sovietice secretul bombei atomice.

### Iulie
- 3 iulie: Prima ascensiune a vârfului Nanga Parbat, al nouălea munte ca înălțime din lume, se face de către alpinistul austriac Hermann Buhl, de unul singur.
- 27 iulie: Sfârșitul Războiul din Coreea.

### August
- 8 august: Prim-ministrul sovietic, Gheorghi Malenkov, anunță că URSS deține bomba cu hidrogen.
- 10 august: I.V. Kapitonov, secretar al organizației de partid din Moscova al Partidului Comunist al Uniunii Sovietice, îi raportează prim-secretarului Nikita Hrușciov despre o metodă foarte avansată a Trustului de construcții nr. 28, care a ridicat în Parcul Izmailovo, pe bandă rulantă, opt clădiri de cinci etaje, cu 2.200 m2 fiecare. El îi scrie lui Hrușciov că la fiecare 13 zile altă asemenea clădire va fi dată în folosință. Era noul stil din arhitectura sovietică, care va produce așa-numitele "hrușciovki", ce rezolvau precar lipsa locuințelor.
- 13 august: Patru milioane de muncitori intră în grevă în Franța pentru a protesta împotriva măsurilor de austeritate.
- 20 august: Statele Unite returnează Germaniei de Vest 382 de nave care au fost capturate în timpul celui de-Al Doilea Război Mondial.

### Septembrie
- 5 septembrie: ONU respinge sugestia Uniunii Sovietice de a accepta China ca stat membru.
- 7 septembrie: Nikita Hrușciov devine șeful Comitetului Central sovietic.
- 12 septembrie: John F. Kennedy se căsătorește cu Jacqueline Lee Bouvier la biserica St. Mary în Newport, Rhode Island, Statele Unite.
- 25 septembrie: Primii prizonieri germani de război se reîntorc din Uniunea Sovietică în Germania Federală.
- 26 septembrie: Raționalizarea zahărului din Anglia ia sfârșit.

### Octombrie
- 9 octombrie: Konrad Adenauer este reales cancelar al Germaniei.

### Decembrie
- 23 decembrie: Moscova anunță că Lavrenti Beria a fost executat.

### Nedatate
- 1953-1954: Bătălia de la Dien Bien Phu. Luptă decisivă din Primul război din Indochina (1946-1954). Corpul Expediționar Francez a suferit o înfrângere zdrobitoare din partea forțelelor vietnameze comunist-naționaliste.
- Colgate-Palmolive Company. Trust american care fabrică produse de uz casnic, de îngrijire medicală și de igienă personală.

## Arte, știință, literatură și filozofie
- 9 februarie: Apariția colecției "Livre de poche", care a cunoscut un succes remarcabil.
- 28 februarie: Americanul James D. Watson și britanicul Francis Crick (Watson și Crick), sunt cotați ca fiind cei care au descris primii structura de dublă spirală a ADN-ului.
- 19 martie: Cea de-a 25-a ceremonie a premiilor Oscar este pentru prima dată televizată ( Bob Hope animator).
- 4 mai: Ernest Hemingway câștigă premiul Pulitzer pentru Bătrânul și marea.
- IBM lansează primul său model, IBM 701.

Winston Curchill primește premiul Nobel pentru literatură

## Nașteri

### Ianuarie
- 1 ianuarie: Abd al-Aziz al-Hakim, politician irakian (d. 2009)
- 1 ianuarie: Dani Klein, cântăreață belgiană (Vaya Con Dios)
- 1 ianuarie: Corin Penciuc, politician român
- 1 ianuarie: Thierry de la Perriere, politician francez
- 1 ianuarie: Han Shaogong, scriitor chinez
- 3 ianuarie: Gabriel Dorobanțu, interpret român de muzică ușoară

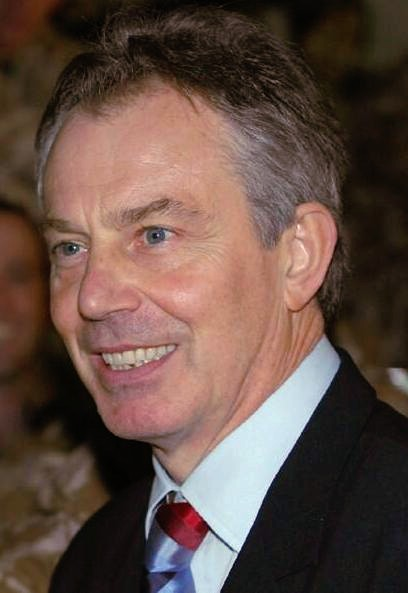
Tony Blair, prim ministru al Marii Britanii
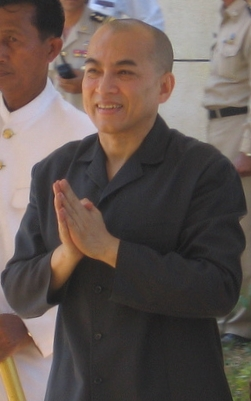
Norodom Sihamoni, actualul rege al Cambodgiei
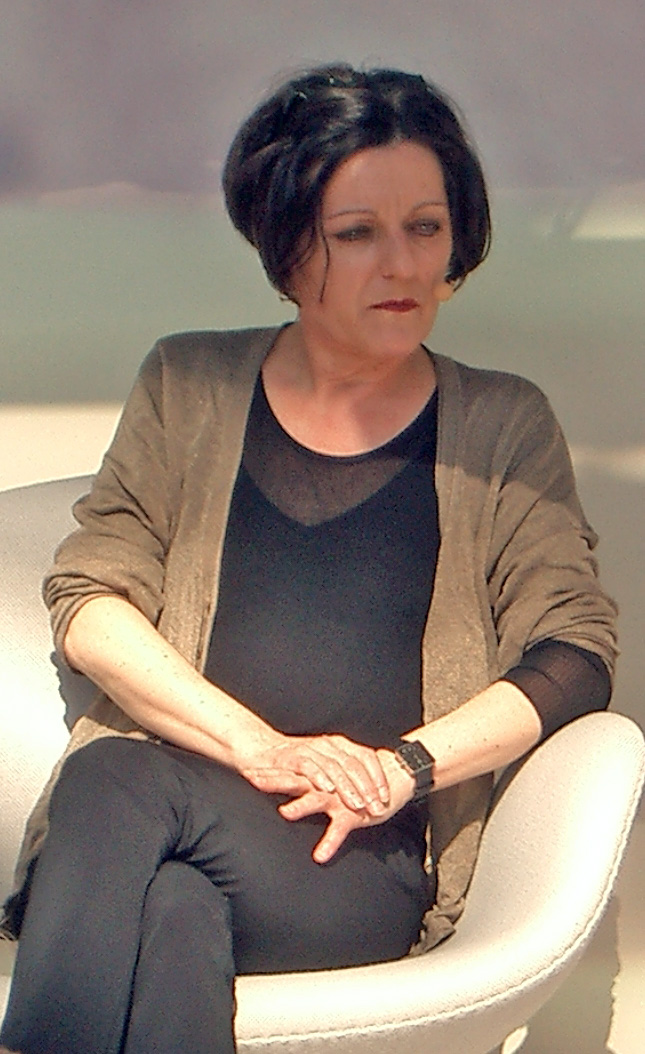
Herta Müller, scriitoare germană născută în România, laureată a Premiului Nobel

- 7 ianuarie: Dieter-Lebrecht Koch, politician german
- 7 ianuarie: Robert Longo, artist american
- 9 ianuarie: Theodor Holman, scriitor din Țările de Jos
- 10 ianuarie: Trifon Belacurencu, politician român
- 10 ianuarie: Olga Zrihen, politiciană belgiancă
- 12 ianuarie: Valentin Crîlov, politician din R. Moldova
- 14 ianuarie: Victor Socaciu, muzician și politician român (d. 2021)
- 19 ianuarie: Corneliu Marin, scrimer român
- 20 ianuarie: Jeffrey Epstein, om de afaceri american (d. 2019)
- 20 ianuarie: John Neilson Robertson, fotbalist scoțian
- 21 ianuarie: Vasile Cocoș, politician român
- 21 ianuarie: Milan Gaľa, politician slovac (d. 2012)
- 22 ianuarie: Jim Jarmusch, regizor american
- 22 ianuarie: Mitsuo Kato, fotbalist japonez
- 25 ianuarie: Nicolae Botgros, dirijor din R. Moldova
- 25 ianuarie: Eugen Gârlă, politician din R. Moldova
- 26 ianuarie: Viorel Balcan, politician român
- 29 ianuarie: Deng Lijun, cântăreață taiwaneză (d. 1995)
- 30 ianuarie: Zuzana Roithová, politiciană cehă
- 31 ianuarie: Ovidiu Lipan (aka Țăndărică), compozitor și baterist român (Roșu și Negru și Phoenix)

### Februarie
- 1 februarie: Alessandro Foglietta, politician italian
- 5 februarie: Giannina Braschi, scriitoare portoricană
- 6 februarie: Brian Simpson, politician britanic
- 7 februarie: Maria Ene, economistă română
- 7 februarie: John Attard Montalto, politician maltez
- 8 februarie: Albert Jan Maat, politician neerlandez
- 10 februarie: John Shirley, scriitor american
- 11 februarie: Cameliu Ovidiu Petrescu, politician român
- 12 februarie: Mihail-Constantin Stoica, politician român
- 14 februarie: Ioan Dzițac, matematician român (d. 2021)
- 14 februarie: Hans Krankl, fotbalist austriac (atacant)
- 15 februarie: Ovidiu Teodor Crețu, politician român
- 19 februarie: Cristina Fernández de Kirchner, politiciană argentiniană
- 20 februarie: Mihai Ciobanu, cântăreț român
- 21 februarie: Dagmar Roth-Behrendt, politiciană germană
- 23 februarie: Jaromír Kohlíček, politician ceh (d. 2020)
- 23 februarie: Satoru Nakajima, pilot japonez de Formula 1
- 24 februarie: Eoin Ryan, politician irlandez
- 25 februarie: José María Aznar, politician spaniol
- 25 februarie: Martin Kippenberger, pictor, sculptor, fotograf german (d. 1997)
- 26 februarie: Michael Bolton, cântăreț american
- 27 februarie: Yolande Moreau, actriță belgiană
- 27 februarie: Florin-Ion Pogonaru, economist român
- 28 februarie: Dan-Lilion Gogoncea, politician român
- 28 februarie: Ingo Hoffmann, pilot brazilian de Formula 1
- 28 februarie: Paul Krugman, economist american
- 28 februarie: Principesa Irina a României, fiica regelui Mihai I al României

### Martie
- 1 martie: Ioan Mihuț, politician român
- 1 martie: Carlos Queiroz (Carlos Manuel Brito Leal Queiroz), fotbalist portughez (portar)
- 1 martie: Doru-Viorel Ursu, politician român (d. 2024)
- 3 martie: Iulian-Bogdan Macovei, selecționer al naționalei feminine de handbal, român (d. 2021)
- 3 martie: Zico (Arthur Antunes Coimbra), fotbalist și antrenor brazilian
- 4 martie: Scott Hicks, regizor australian de film
- 4 martie: Chris Smith, politician american
- 5 martie: Radu Berceanu, politician român
- 5 martie: Lambert van Nistelrooij, politician din neerlandez
- 6 martie: Jan Kjærstad, scriitor norvegian
- 9 martie: Iles Braghetto, politician italian
- 10 martie: Turki al-Hamad, jurnalist saudit
- 10 martie: Maria Ciobanu, politiciană din R. Modova
- 10 martie: Nicu Gingă, sportiv român (lupte greco-romane)
- 10 martie: Slavomir Gvozdenovici, politician român
- 11 martie: Ladislau Bölöni (Ladislau Iosif Bölöni), fotbalist și antrenor român de etnie maghiară
- 11 martie: Mircea Romașcanu, ciclist român
- 11 martie: Ion Spânu, politician român
- 13 martie: Ridley Pearson, scriitor american
- 13 martie: Vasile Sturza, diplomat din R. Moldova
- 14 martie: Karl Heinz Brunner, politician german
- 16 martie: Isabelle Huppert, actriță franceză
- 16 martie: Richard Stallman, programator american și activist pentru software liber
- 18 martie: Gerhard Ortinau, scriitor de limba germană de etnie română
- 19 martie: Iosif Boroș, handbalist român
- 20 martie: Elisabeta Ionescu, handbalistă română (d. 2019)
- 20 martie: Didi Spiridon, politician român
- 21 martie: Ștefan Tașnadi, halterofil român (d. 2018)
- 22 martie: Nicolae Chirtoacă, politician din R. Moldova
- 23 martie: Marcel Moldoveanu, politician român
- 24 martie: Louie Anderson, regizor, comediant și actor american de origini scandinave (d. 2022)
- 25 martie: Teodor Lupuțiu, politician român
- 25 martie: Nicolae Popa, politician român
- 25 martie: Florian Serac, politician român
- 26 martie: Christopher Fowler, scriitor britanic (d 2023)
- 26 martie: Gheorghe Lixandru, sportiv român (bob)
- 27 martie: George Copos, politician român
- 27 martie: Ecaterina Nazare, actriță română
- 29 martie: Louis Price (Louis Bernhardt Price), muzician american (The Temptations)
- 31 martie: Iancu Caracota, politician român
- 31 martie: Éva Kiss, cântăreață română
- 31 martie: Maria Micșa, canotoare română

### Aprilie
- 1 aprilie: Alberto Zaccheroni, fotbalist italian
- 4 aprilie: Kvitka Cisyk, soprană americană de etnie ucraineană (d. 1998)
- 5 aprilie: Dan Constantin Coloros Mocănescu, politician român
- 6 aprilie: Patrick Doyle, compozitor britanic
- 6 aprilie: Vlad Pohilă, scriitor din R. Moldova (d. 2020)
- 8 aprilie: Bogdan Pęk, politician polonez
- 9 aprilie: Dimitrie-Gabriel Nicolescu, politician român
- 10 aprilie: Mircea Gheorghe Mereuță, politician român
- 11 aprilie: Guy Verhofstadt, politician belgian
- 11 aprilie: Andrew Wiles, matematician britanic
- 12 aprilie: Anton Sterbling, sociolog și pedagog de limba germană de etnie românăț
- 13 aprilie: Ahlam Mostaghanemi, scriitoare algeriană
- 15 aprilie: Rodi Kratsa-Tsagaropoulou, politiciană greacă
- 17 aprilie: Adrian-Paul Iliescu, profesor român de filosofie politică
- 17 aprilie: Ionuț Popa, fotbalist și antrenor român (d. 2020)
- 17 aprilie: Frithjof Schmidt, politician german
- 20 aprilie: Ioan Oltean, politician român
- 22 aprilie: Ioan Popa, scrimer român (d. 2017)
- 22 aprilie: Irinel Popescu, medic chirurg român
- 25 aprilie: Liviu Antonesei, scriitor șI jurnalist român
- 29 aprilie: Karin Jöns, politiciană germană
- 30 aprilie: Guy Bono, politician francez
- 30 aprilie: Călina Trifan, poetă din R. Moldova

### Mai
- 2 mai: Adrian Duță, deputat român
- 2 mai: Valeri Gherghiev, dirijor rus, director de operă
- 3 mai: Lidia Bejenaru, interpretă de muzică populară din Republica Moldova (d. 2021)
- 6 mai: Tony Blair (Anthony Charles Lynton Blair), prim-ministru al Marii Britanii (1997-2007)
- 6 mai: Paul Rübig, politician austriac
- 12 mai: Ștefan Mihu, politician român
- 14 mai: Cristian Ion Gheorghe Ciucu, fizician român (d. 2011)
- 14 mai: Edward Newman, politician britanic
- 14 mai: Norodom Sihamoni, rege al Cambodgiei (din 2004)
- 15 mai: Ernő Kolczonay, scrimer maghiar (d. 2009)
- 16 mai: Danutė Budreikaitė, politiciană lituaniană
- 16 mai: Petre Lăzăroiu, magistrat român
- 17 mai: Gérard Krawczyk, regizor francez de film
- 17 mai: Ion Rotaru, politician român
- 18 mai: Aurel Puiu, politician român
- 19 mai: Florin Marin, fotbalist român
- 22 mai: Cha Bum-kun, fotbalist sud-coreean și antrenor
- 24 mai: Lamberto Leoni, pilot italian de Formula 1
- 24 mai: Alfred Molina, actor britanic
- 25 mai: Daniel Passarella, fotbalist argentinian
- 27 mai: Gheorghe Dincă, criminal în serie român
- 28 mai: Florea Simion, politician român
- 29 mai: Danny Elfman (Daniel Robert Elfman), compozitor și actor american
- 30 mai: Jaime Maussan, jurnalist mexican
- 30 mai: Colm J. Meaney, actor irlandez

### Iunie
- 1 iunie: Xi Jinping, om politic, lider chinez
- 3 iunie: Patrick Blanc, botanist francez
- 4 iunie: Mitsuo Watanabe, fotbalist japonez
- 5 iunie: Mircea Beuran, medic chirurg român
- 6 iunie: Apostolos Doxiadis, scriitor grec
- 7 iunie: Iusein Ibram, politician român de etnie turcă
- 11 iunie: Radu Ioanid, istoric român
- 12 iunie: Sharon Bowles, politiciană britanică
- 12 iunie: Nicolae Iuga, jurnalist român
- 13 iunie: Tim Allen (n. Timothy Alan Dick), actor american
- 13 iunie: Ovidiu-Cristian-Dan Marciu, politician român
- 13 iunie: Veselin Šljivančanin, soldat muntenegrean
- 14 iunie: Puiu Hașotti, politician român
- 20 iunie: Ulrich Mühe, actor de teatru și film, german (d. 2007)
- 21 iunie: Benazir Bhutto, om politic pakistanez, prima femeie conducătoare a unei națiuni musulmane (d. 2007)
- 22 iunie: François Lelord, scriitor francez
- 22 iunie: Monica Pop, medic oftalmolog român
- 23 iunie: Edit Emőke Lokodi, politiciană română
- 23 iunie: Francisc Tobă, politician român (d.2023)
- 27 iunie: Verginica Novac, politician român
- 30 iunie: Hal Lindes, muzician american

### Iulie
- 2 iulie: Luís Queiró, politician portughez
- 6 iulie: Ion Barbu, caricaturist român
- 6 iulie: Anastasia Lazariuc, cântăreață română
- 9 iulie: Marin-Adrănel Cotescu, politician român
- 10 iulie: Ionel Bondariu, politician român
- 14 iulie: Mihail Iușut, politician român
- 15 iulie: Natașa Raab (n. Natașa Rab - Guțul), actriță română (d. 2023)
- 15 iulie: Mircea State, fotbalist și antrenor român
- 16 iulie: Aurel Dragomir, politician român

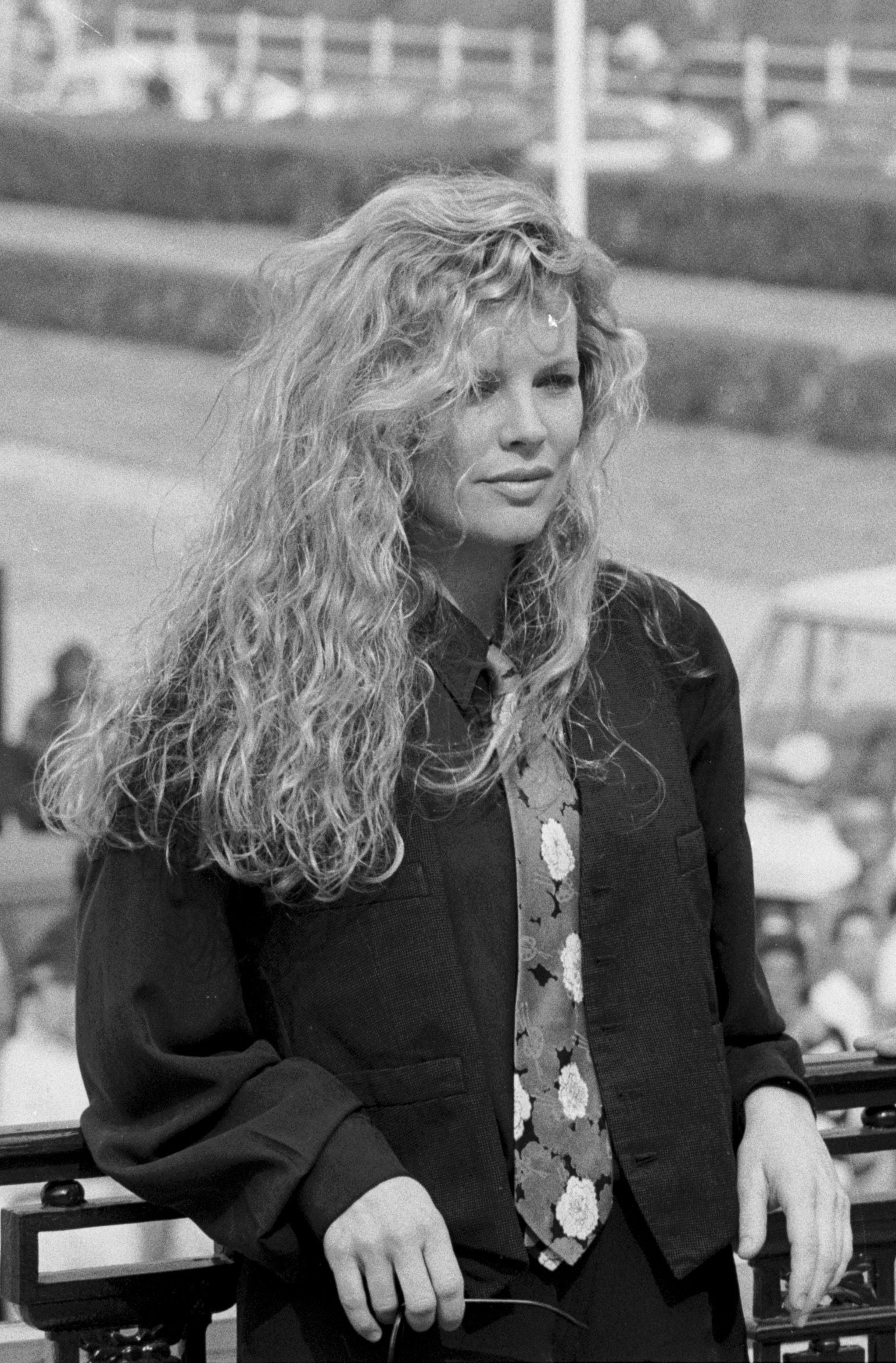
Kim Basinger, actriță americană
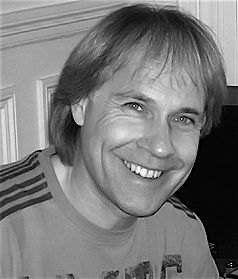
Richard Clayderman, pianist și compozitor francez
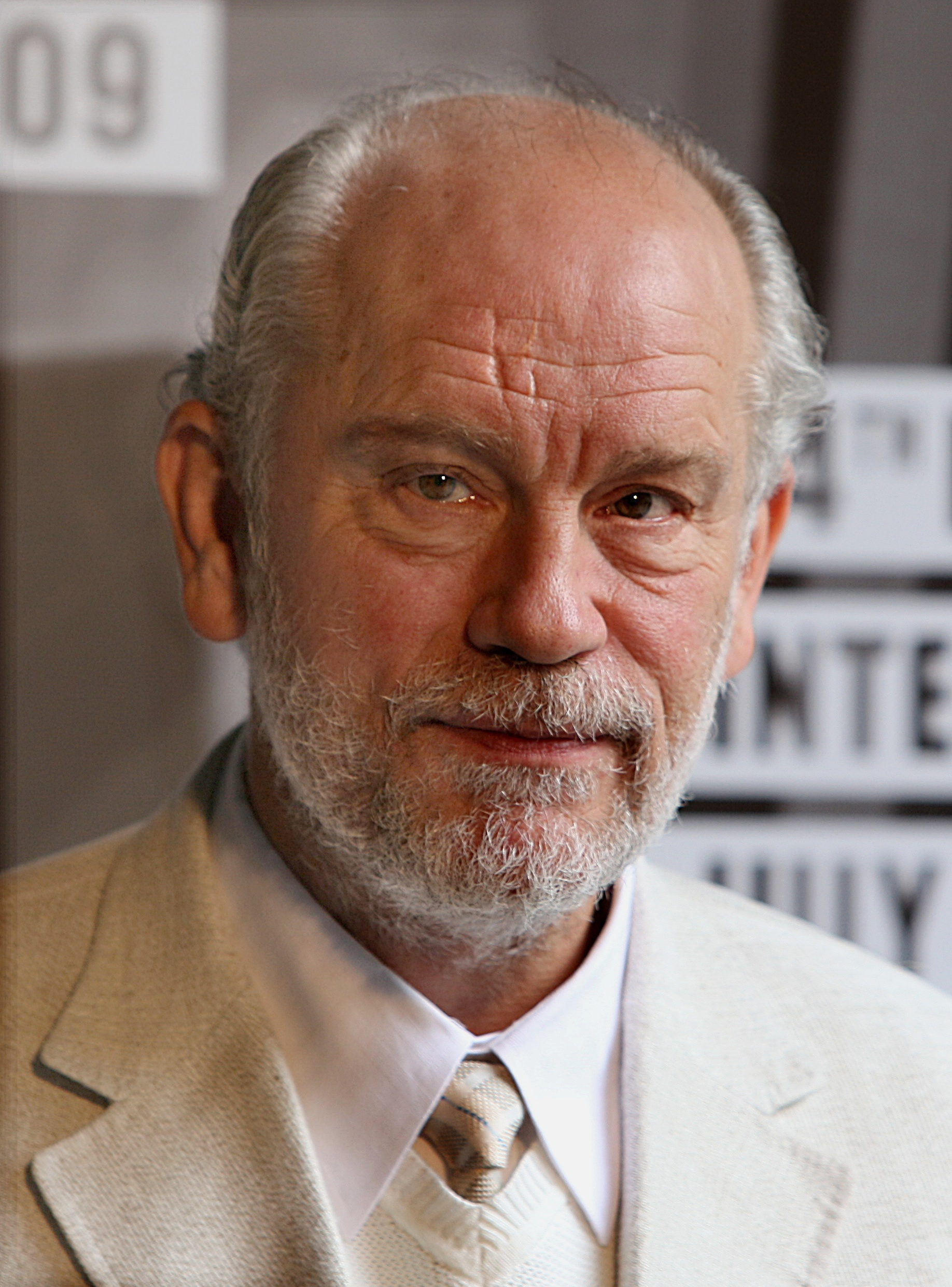
John Malkovich, actor american

- 19 iulie: Daniela Buruiană-Aprodu, politiciană română
- 20 iulie: Dave Evans, cântăreț australian (AC/DC)
- 21 iulie: Dénes Seres, politician român
- 24 iulie: Garry Shider, muzician american (d. 2010)
- 26 iulie: Tudorel Filimon, actor român
- 29 iulie: Geddy Lee, muzician rock canadian
- 31 iulie: Hugh McDowell, muzician britanic (d. 2018)

### August
- 1 august: Dana Dogaru (n. Dana Mihale), actriță română
- 4 august: Antonio Tajani, politician italian
- 4 august: Hiroyuki Usui, fotbalist japonez (atacant)
- 6 august: Monica Morell, cântăreață elvețiană (d. 2008)
- 7 august: Viorel Hrebenciuc, politician român
- 8 august: Zoltán Kovács, politician român
- 8 august: Nigel Mansell, pilot britanic de Formula 1
- 9 august: Jean Tirole, economist francez
- 13 august: Aurel Rădulescu, fotbalist român (atacant), (d. 1979)
- 15 august: Marin Bobeș, politician român
- 17 august: Herta Müller, scriitoare germană născută în România, laureată a Premiului Nobel (2009)
- 18 august: Eugeniu Plohotniuc, fizician român
- 21 august: Géza Szőcs, politician maghiar (d.2020)
- 22 august: Jean-Louis Bernié, politician francez
- 25 august: Neculae Lupu, politician român
- 25 august: Maurizio Malvestiti, episcop romano-catolic al Diecezei de Lodi
- 26 august: Ion Simuț, critic literar român
- 27 august: Alex Lifeson, muzician canadian
- 27 august: Rosa Miguélez, politiciană spaniolă
- 27 august: Peter Stormare, actor suedez
- 29 august: Dumitru Augustin Doman, scriitor român
- 31 august: György Károly, poet și scriitor maghiar (d. 2018)

### Septembrie
- 1 septembrie: Adrian Tudor Geamăn Moroianu, politician român
- 2 septembrie: Corneliu Chifu, voleibalist român
- 3 septembrie: Jean-Pierre Jeunet, regizor francez de film
- 4 septembrie: Negiat Sali, politician român de etnie tătară
- 4 septembrie: Fatih Terim, fotbalist și antrenor turc
- 9 septembrie: Petru Alexandru Frătean, politician român
- 9 septembrie: Alișer Usmanov, om de afaceri rus, de etnie uzbecă
- 10 septembrie: Amy Davis Irving, actriță americană
- 12 septembrie: Nan Goldin, fotografă americană
- 12 septembrie: Ella Pamfilova, politiciană rusă
- 14 septembrie: Robert Wisdom, actor american
- 16 septembrie: Manuel Pellegrini, fotbalist și antrenor chilian
- 17 septembrie: Dorin Ștefănescu, eseist și critic literar român, membru al Uniunii Scriitorilor, filiala Tîrgu Mureș
- 17 septembrie: Valentin Teodosiu, actor român de teatru, film și TV
- 18 septembrie: Toyohito Mochizuki, fotbalist japonez
- 19 septembrie: Grażyna Szapołowska, actriță poloneză
- 20 septembrie: Jeff Jones, muzician canadian
- 22 septembrie: Doru Romulus Costea, diplomat român
- 22 septembrie: Ségolène Royal, politiciană franceză
- 27 septembrie: Martin Bottesch, politician român de etnie germană
- 30 septembrie: S. M. Stirling (Stephen Michael Stirling), scriitor canadiano-american

### Octombrie
- 1 octombrie: Valeriu Stoica, politician român
- 2 octombrie: Ștefan Pete, politician român
- 5 octombrie: Elena Horvat, canotoare română
- 7 octombrie: Viorel Năstase, fotbalist român
- 9 octombrie: Tony Shalhoub, actor american
- 11 octombrie: David Morse, actor american
- 31 octombrie: Ștefan Borbély, critic, istoric literar român

### Noiembrie
- 1 noiembrie: Vladimir Fomin, fizician rus
- 1 noiembrie: Dan Zamfirescu, politician român
- 5 noiembrie: Nicolae Grădinaru, politician român
- 5 noiembrie: Andras Levente Fekete Szabó, inginer român
- 6 noiembrie: Althea Flynt, editoare americană (d. 1987)
- 6 noiembrie: Astrid Fodor, politician român
- 7 noiembrie: Aleksandr Romankov, scrimer rus
- 8 noiembrie: Mircea Mihordea, politician român
- 14 noiembrie: Sorin Lerescu, compozitor român
- 14 noiembrie: Dominique de Villepin, politician francez
- 15 noiembrie: Toshio Takabayashi, fotbalist japonez (atacant)
- 19 noiembrie: Mihail-Radu Solcan, filosof român, profesor de filosofie (d. 2013)
- 20 noiembrie: Halid Bešlić, cântăreț bosniac
- 21 noiembrie: Alin Theodor Ciocârlie, politician român
- 23 noiembrie: Dan Avram, politician român
- 25 noiembrie: Florin Georgescu, politician român
- 26 noiembrie: Marian Harkin, politiciană irlandeză
- 30 noiembrie: David Sancious, muzician american

### Decembrie
- 3 decembrie: Doug Beason, scriitor american de literatură SF
- 3 decembrie: Bogusław Sonik, politician polonez
- 4 decembrie: Nicolae Bud, politician român
- 4 decembrie: Jean-Marie Pfaff, fotbalist belgian (portar)
- 4 decembrie: Dinu Secrieru, politician român (d. 2011)
- 6 decembrie: Geoff Hoon, politician britanic
- 8 decembrie: Kim Basinger (Kimila Ann Basinger), actriță americană de film
- 9 decembrie: John Malkovich, actor, producător și regizor american
- 12 decembrie: Dan C. Mihăilescu, critic literar, istoric literar și eseist român
- 13 decembrie: Ben Bernanke, economist american
- 13 decembrie: Anat Gov, dramaturgă israeliană (d. 2012)
- 13 decembrie: Avi Nesher, regizor, scenarist și producător israelian de film
- 15 decembrie: Constantin Alexandru, luptător român (d. 2014)
- 16 decembrie: Leonard Oprea, prozator, eseist român
- 17 decembrie: Nikolai Melnik, pilot ucrainean, lichidator al efectelor accidentului nuclear de la Cernobîl (d. 2013)
- 17 decembrie: Bill Pullman (William James Pullman), actor american
- 23 decembrie: Naiqama Lalabalavu, șef suprem fijian și președintele Republicii Fiji.
- 23 decembrie: Maria Vladimirovna, Mare Ducesă a Rusiei, stră-strănepoata țarului Alexandru al II-lea al Rusiei
- 24 decembrie: José Ribeiro e Castro, politician portughez
- 26 decembrie: Clayton Emery, scriitor și scenarist american
- 28 decembrie: Richard Clayderman, pianist și compozitor francez
- 29 decembrie: Gali Atari, cântăreață și actriță israeliană
- 29 decembrie: Matthias Platzeck, politician german
- 30 decembrie: Toni Greblă, politician român

## Decese
- 28 ianuarie: Jérôme Tharaud (n. Pierre Marie Émile Ernest Tharaud), 78 ani, scriitor francez (n. 1874)

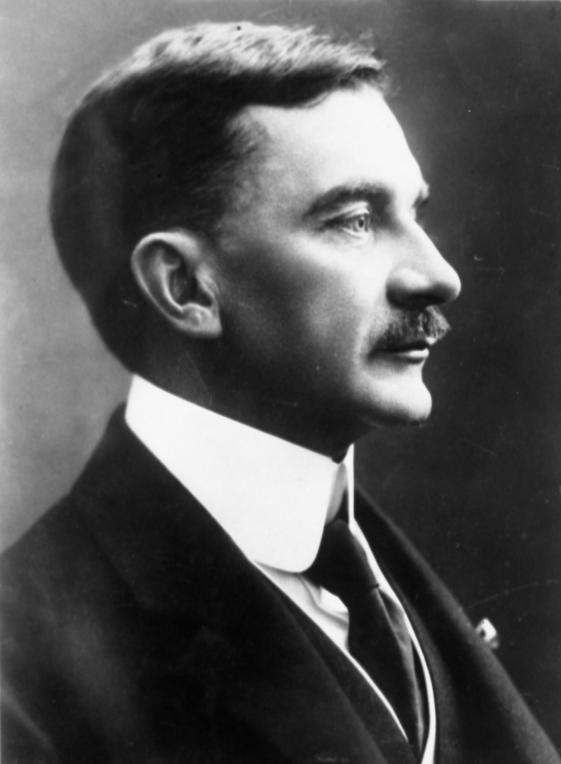
Iuliu Maniu, politician român, prim-ministru al României
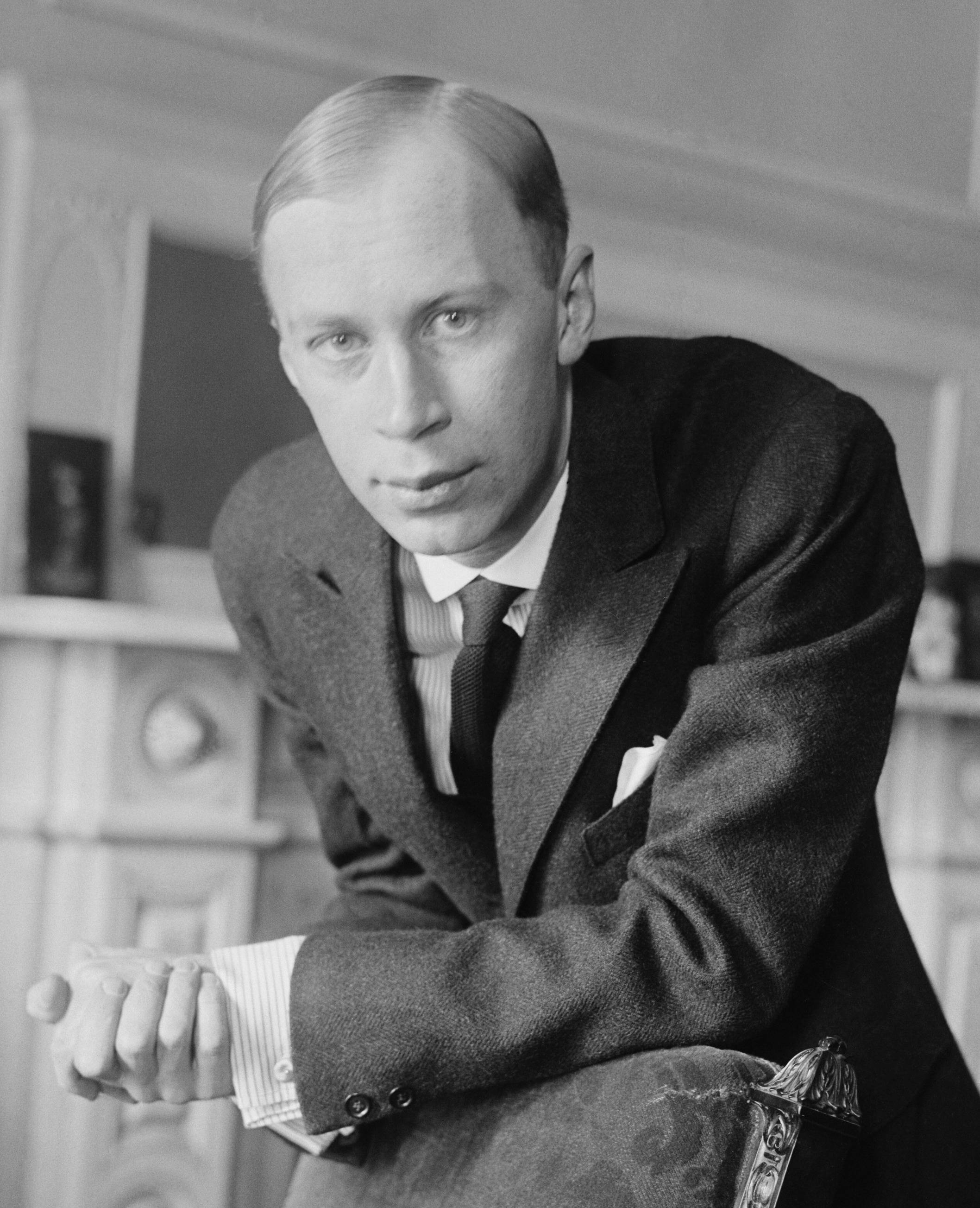
Serghei Prokofiev, compozitor rus
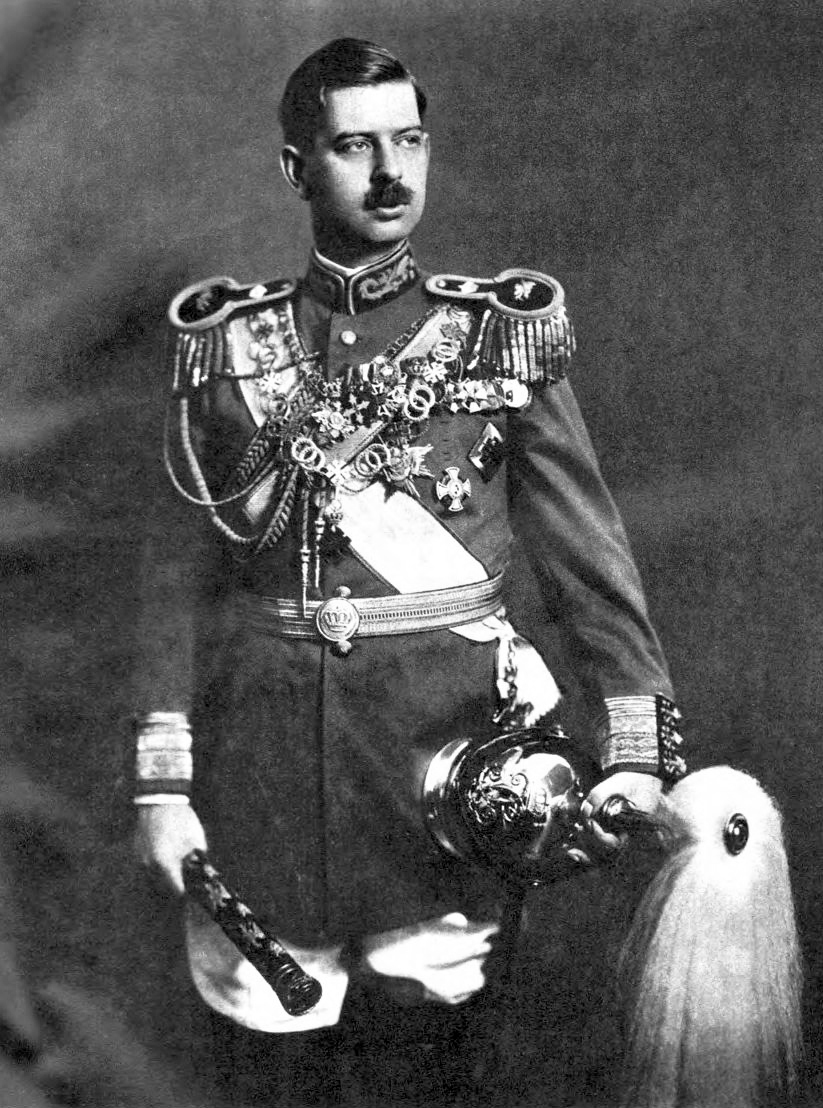
Carol al II-lea al României

- 30 ianuarie: Ernest Augustus, Duce de Brunswick (n. Ernst August Christian Georg), 65 ani (n. 1887)
- 4 februarie: Antonio Conte, 85 ani, profesor de scrimă italian (n. 1867)
- 4 februarie: Gerd von Rundstedt (n. Karl Rudolf Gerd von Rundstedt), 77 ani, feldmareșal al armatei germane (n. 1875)
- 5 februarie: Iuliu Maniu, 80 ani, politician român, prim-ministru al României (1928-1933, cu intermitențe), președinte al Partidului Național-Țărănesc (1926-1933, 1937-1947), deținut politic după 1947 (n. 1873)
- 24 februarie: Mihai Popescu, 43 ani, actor român (n. 1909)
- 25 februarie: Prințesa Françoise de Orléans (n. Françoise Isabelle Louise Marie d'Orléans), 50 ani (n. 1902)
- 27 februarie: Gustaf Hellström (n. Erik Gustaf Hellström), 70 ani, scriitor și jurnalist suedez (n. 1891)
- 5 martie: Serghei Prokofiev, 61 ani, compozitor rus (n. 1891)
- 5 martie: Iosif Stalin (Iosif Vissarionovici Stalin), 74 ani, lider sovietic (1922-1953), (n. 1879)
- 18 martie: Mihai Costăchescu, 68 ani, istoric și folclorist român (n. 1884)
- 24 martie: Mary de Teck (n. Victoria Mary Augusta Louise Olga Pauline Claudine Agnes), 85 ani, soția regelui George al V-lea al Regatului Unit (n. 1867)
- 25 martie: Ion Cămărășescu, 71 ani, politician român (n. 1882)
- 27 martie: Zizi Lambrino (n. Jeanne Marie Valentine Lambrino), 54 ani, prima soție a prințului Carol al României (n. 1898)
- 28 martie: Jim Thorpe, 65 ani, atlet american (n. 1887)
- 1 aprilie: Hans Otto Roth, 62 ani, politician sas (n. 1890)
- 4 aprilie: Carol al II-lea (n. Carol de Hohenzollern-Sigmaringen), 59 ani, al treilea rege al României (n. 1893)
- 6 aprilie: Fred C. Brannon, 51 ani, regizor de film american (n. 1901)
- 7 aprilie: Dimitar Vlahov, 74 ani, politician bulgar (n. 1878)
- 9 aprilie: Stanisław Wojciechowski, 84 ani, al 2-lea președinte al R. P. Polonă (1922-1926), (n. 1869)
- 17 aprilie: Sven Wingquist, 76 ani, inginer suedez (n. 1876)
- 20 aprilie: Erich Weinert, 62 ani, scriitor german (n. 1890)
- 4 mai: Edward Shanks (Edward Richard Buxton Shanks), 60 ani, poet britanic (n. 1892)
- 9 mai: Theodor Fuchs, 80 ani, pianist român (n. 1873)
- 13 mai: Vasile Măinescu, 61 ani, general român de cavalerie (n. 1891)
- 16 mai: Nicolae Rădescu, 79 ani, general și om politic român, prim-ministru al României (1944-1945), (n. 1874)
- 21 mai: Ernst Zermelo (Ernst Friedrich Ferdinand Zermelo), 81 ani, matematician german (n. 1871)
- 30 mai: Carl Scarborough, 38 ani, pilot american de Formula 1 (n. 1914)
- 7 iunie: Ion Flueraș, 70 ani, om politic român (n. 1882)
- 27 iunie: Ioan Suciu, 45 ani, episcop român (n. 1907)
- 3 iulie: Irving Reis, 47 ani, regizor american de film (n. 1906)
- 3 iulie: Matatias Carp, 49 ani, avocat român (n. 1904)
- 4 iulie: Jean Becquerel, 75 ani, fizician francez (n. 1878)
- 20 iulie: Jan Struther (n. Joyce Anstruther), 52 ani, scriitoare britanică (n. 1901)
- 31 iulie: Kornel Makuszyński, 69 ani, scriitor polonez (n. 1884)
- 4 august: Francisc Șirato, 76 ani, pictor român (n. 1877)
- 15 august: Ludwig Prandtl, 78 ani, fizician german (n. 1875)
- 19 august: Győző Simon Macalik, 63 ani, episcop auxiliar de Alba Iulia, deținut politic (n. 1890)
- 21 august: Nikolai Punin, 64 ani, storic al artei, rus (n. 1888)
- 5 septembrie: Constantin Levaditi, 79 ani, medic român (n. 1874)
- 15 septembrie: Isaías Medina Angarita, 56 ani, politician venezuelean, președinte (1941-1945), (n. 1897)
- 17 septembrie: Dumitru Mociorniță, 68 ani, întreprinzător român din perioada interbelică (n. 1895)
- 20 septembrie: Ioana Sava (n. Ioana Gheorghe-Mărăcine), 82 ani, jurnalistă română (n. 1871)
- 28 septembrie: Edwin Hubble (Edwin Powell Hubble), 63 ani, astronom și cosmolog american (n. 1889)
- 2 octombrie: George Creel, 76 ani, jurnalist american (n. 1876)
- 3 octombrie: Szilárd Bogdánffy, 42 ani, preot catolic român (n. 1911)
- 4 octombrie: Prințul Oscar, Duce de Gotland (n. Oscar Carl August), 93 ani (n. 1859)
- 5 octombrie: Friedrich Wolf, 64 ani, scriitor german (n. 1888)
- 11 octombrie: James Earle Fraser, 76 ani, sculptor american (n. 1876)
- 15 octombrie: Helene Falkner von Sonnenburg (n. Helene Mayer), 42 ani, scrimeră germană (n. 1910)
- 27 octombrie: Eduard Künneke, 68 ani, compozitor german (n. 1885)
- 31 octombrie: Petre Dulfu, 97 ani, autor român de basme, profesor, traducător și doctor în filosofie (n. 1856)
- 3 noiembrie: Haralamb Vasiliu, 73 ani, agrochimist român (n. 1880)

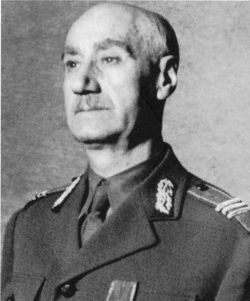
Nicolae Rădescu, general și om politic român, prim-ministru al României
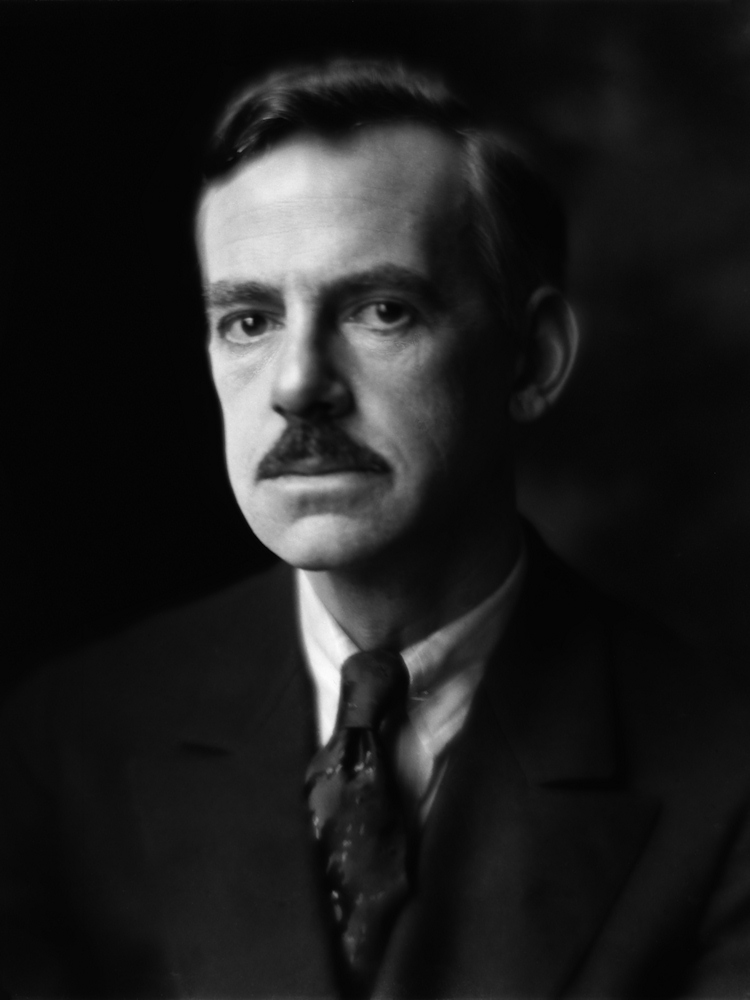
Eugene O'Neill, scriitor american, laureat Nobel
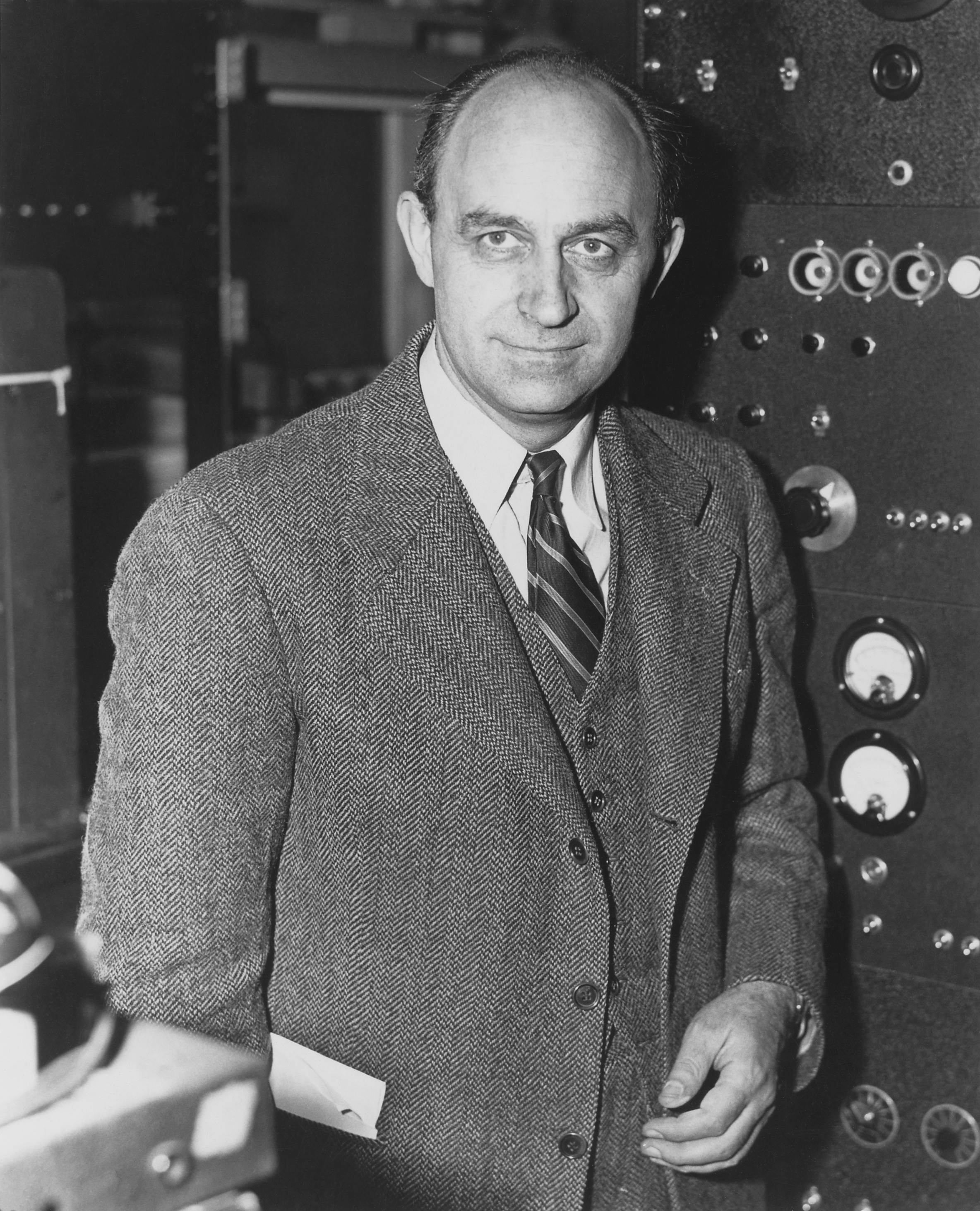
Enrico Fermi, fizician italian, laureat Nobel

- 8 noiembrie: Ivan Bunin, 83 ani, scriitor rus, laureat al Premiului Nobel (n. 1870)
- 9 noiembrie: Ibn Saud al Arabiei Saudite (n. Abd al-Aziz Ibn Abdul Rahman Ibn Faisal Ibn Turki Ibn Abd Allah Ibn Muhammad Al Saud), 77 ani, rege (n. 1876)
- 11 noiembrie: Prințesa Irene de Hesse (n. Irene Luise Maria Anna), 87 ani, prințesă a Prusiei (n. 1866)
- 13 noiembrie: Andor Németh, 61 ani, scriitor maghiar (n. 1891)
- 15 noiembrie: Jorge de Lima, 58 ani, politician brazilian (n. 1893)
- 27 noiembrie: Eugene O'Neill (Eugene Gladstone O'Neill), 65 ani, scriitor american, laureat al Premiului Nobel (n. 1888)
- 30 noiembrie: Francis Picabia (Francis-Marie Martinez Picabia), 74 ani, pictor, poet francez (n. 1879)
- 6 decembrie: Konstanty Ildefons Gałczyński, 48 ani, scriitor polonez (n. 1905)
- 19 decembrie: Robert Andrews Millikan, 85 ani, fizican american, laureat al Premiului Nobel (1923), (n. 1868)
- 23 decembrie: Lavrenti Pavlovici Beria, 54 ani, om politic sovietic și director al serviciilor secrete sovietice (NKVD), (n. 1899)
- 27 decembrie: Julian Tuwim, 59 ani, poet polonez (n. 1894)

### Nedatate
- aprilie: Gheorghe I. Brătianu, 55 ani, istoric și om politic român (n. 1898)

## Premii Nobel
- Fizică: Frits Zernike (Țările de Jos)
- Chimie: Hermann Staudinger (Germania)
- Medicină: Hans Adolf Krebs (SUA), Fritz Albert Lipmann (SUA)
- Literatură: Winston Churchill (Regatul Unit)
- Pace: George Catlett Marshall (SUA)